# Orso Orseolo
Orso Orseolo (Venezia, 988 – Venezia, 1049) è stato un patriarca cattolico e politico italiano.

## Le origini e il vescovato di Torcello

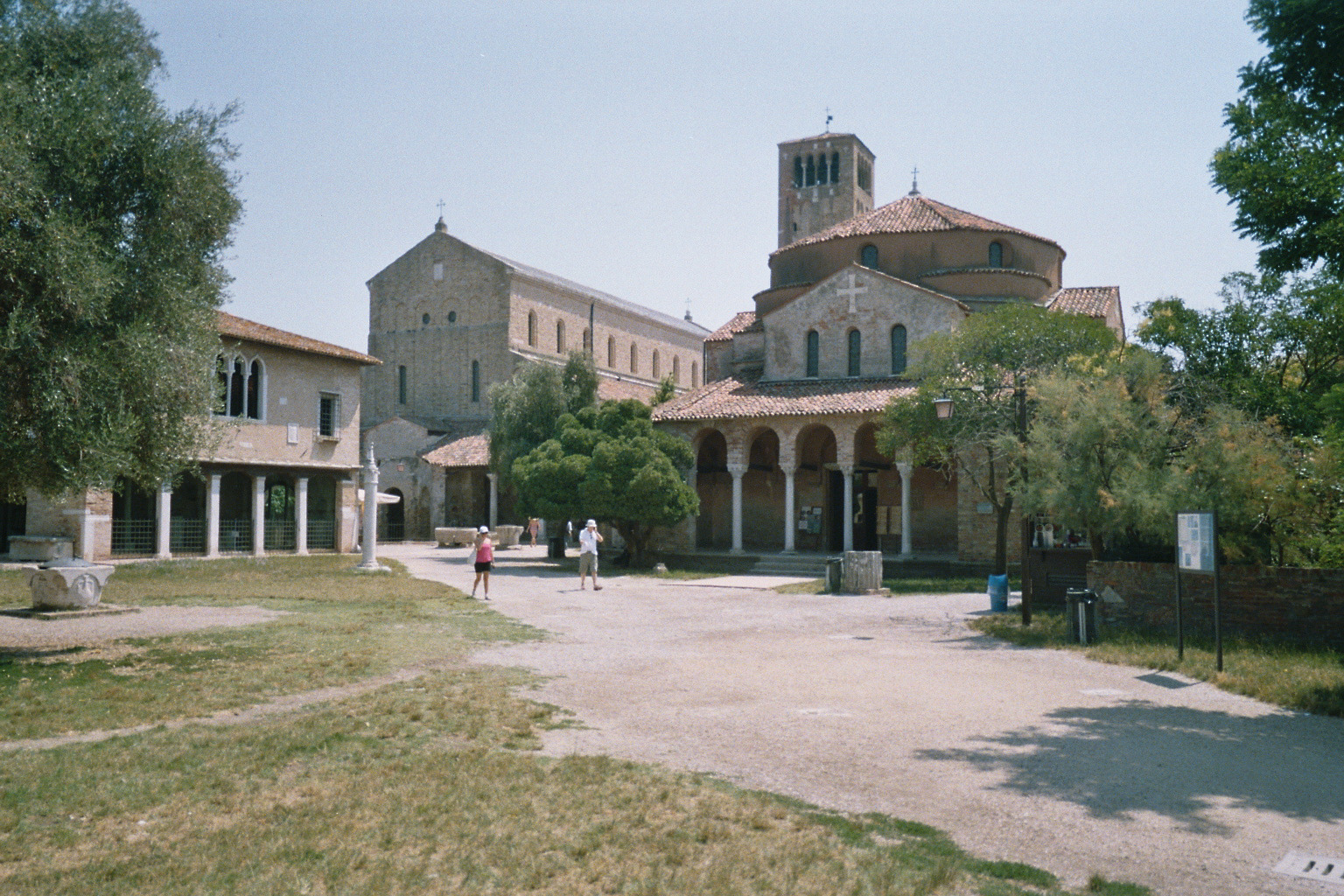
La cattedrale di Santa Maria Assunta di Torcello, riedificata dall'Orseolo.

Figlio del futuro doge Pietro II e di sua moglie Maria, fu destinato alla carriera ecclesiastica. Gli Orseolo, infatti, ambivano ad occupare le principali cariche del Ducato di Venezia: dei suoi fratelli e sorelle, due vennero nominati dogi, gli altri assunsero il vertice delle diocesi e dei monasteri più importanti.
Così, nel 1007, Orso prese possesso della cattedra di Torcello. Il suo vescovado si caratterizzò subito per un notevole attivismo: fu lui, infatti, a restaurare la cattedrale di Santa Maria Assunta, forse in onore delle glorie del padre in Dalmazia.
Nel 1009 affidò alla sorella Felicita, badessa del monastero di San Giovanni Evangelista, le reliquie di santa Barbara, portate da Bisanzio dal fratello Giovanni, che aveva sposato una nobildonna greca. Nel 1011 partecipò a un sinodo presso la basilica di San Marco, durante il quale furono stabilite nuove norme per la consacrazione di presbiteri e diaconi.

## Il patriarcato di Grado e il conflitto con Aquileia
Nel 1018 fu eletto patriarca di Grado, assumendo quindi il ruolo di metropolita del Ducato. La sede torcellana venne affidata a un altro fratello, il giovanissimo Vitale.
La gestione della nuova sede fu tutt'altro che facile. Nel 1019, infatti, Enrico II affidava il patriarcato di Aquileia al noto Poppone il quale, forte del sostegno imperiale, pose le basi per la formazione della Patria del Friuli. Già poco dopo l'insediamento, il prelato cominciò ad avanzare pretese su Grado; in realtà, sin dal VI secolo le due sedi rivendicavano il ruolo di sede metropolitana della Venezia e Istria, riflettendo i secolari scontri tra un partito filo-bizantino (e quindi filo-veneto) e un partito filo-longobardo divenuto successivamente filo-franco.
Durante il sinodo di Verona del 1020 Poppone denunciò a papa Benedetto VIII presunte irregolarità nell'elezione di Orso a patriarca. Quest'ultimo, d'altro canto, rifiutò il giudizio dei vescovi e dichiarò di aver subito minacce alla sua persona. Per un periodo la strategia difensiva risultò vincente, ma il contrattacco di Poppone non tardò a venire.
All'inizio del 1024 una rivolta scoppiata nel Ducato costrinse doge e patriarca a fuggire in Istria. Profittando della loro assenza, Poppone invase Grado con il pretesto di voler difendere i diritti di Orso in sua assenza. Secondo le cronache veneziane, le sue truppe si resero responsabili di efferati delitti: depredarono le chiese di tesori e reliquie, distrussero gli altari, profanarono le sepolture, violentarono le monache e trucidarono i monaci.
Furono proprio questi fatti a ribaltare la situazione a favore dei due Orseolo che poterono rientrare in patria. Dopo aver posto la propria sede a Venezia, presso la chiesa di San Silvestro (da allora residenza abituale dei patriarchi di Grado), sul finire del 1024 Orso prese parte al sinodo lateranense e convinse papa Giovanni XIX a stigmatizzare le violenze dell'avversario; è interessante notare come nel documento di condanna Poppone venga definito patriarca "del Friuli" e non "di Aquileia".
Il conflitto, tuttavia, era lungi dal finire. Nel 1026, in seguito a una nuova ribellione, il doge venne esiliato a Costantinopoli; Poppone colse questo momento di debolezza e nel 1027 si rivolse a un sinodo riunito a Roma in cui partecipava anche l'imperatore Corrado II. Questa volta l'assemblea sentenziò a suo favore: Orso andava privato del titolo di patriarca, mentre la sede di Grado doveva essere riunita ad Aquileia, unica metropolia dell'alto Adriatico. Queste decisioni, tuttavia, rimasero solo sulla carta. perché l'Orseolo continuò a conservare titolo e prerogative patriarcali, anzi, in un successivo concistoro i vescovi ribaltarono nuovamente la situazione a favore di Grado.

## La reggenza del Ducato
Personalità di grande prestigio, Orso fu probabilmente il più dotato dei figli di Pietro II e di fatto era il capo della sua famiglia. Dimostrò la sua abilità politica quando, nel 1031, riuscì a rovesciare il doge Pietro Centranico, che era succeduto al fratello esiliato, e ad assumere la reggenza del Ducato nell'attesa che il fratello Ottone tornasse dall'esilio. Infatti, poiché appartenente al clero, Orso non poteva diventare doge, ma per un periodo rappresentò la massima autorità veneziana.
Quattordici mesi dopo, tuttavia, Ottone morì durante il viaggio di ritorno. Orso tentò invano di nominare doge un suo parente (forse nipote), Domenico Orseolo, ma alla fine dovette riconoscere l'ascesa del rivale politico Domenico Flabanico.

## Gli ultimi anni
Da questo momento le notizie su Orso sono sempre più scarse. Nel 1040 prese parte a un concilio nella basilica marciana, mentre nel 1041 si scontrò con il vescovo di Olivolo Domenico Gradenigo attorno alla giurisdizione della chiesa di San Trovaso.
Nel 1042, infine, Poppone riaprì la disputa patriarcale, forte dell'appoggio di Enrico III e di papa Benedetto IX, attaccò le pertinenze gradensi in Istria. Ma anche in questo caso l'Orseolo rovesciò la situazione a suo favore poiché, denunciando le angherie subite dall popolazione, ottenne dal pontefice il riconoscimento dei propri diritti.
Ancora vivo nel 1045, morì probabilmente nel 1049.